# Liste der Kulturdenkmäler in Horn (Hunsrück)
In der Liste der Kulturdenkmäler in Horn sind alle Kulturdenkmäler der rheinland-pfälzischen Ortsgemeinde Horn aufgeführt. Grundlage ist die Denkmalliste des Landes Rheinland-Pfalz (Stand: 27. Oktober 2023).

## Einzeldenkmäler
| Bezeichnung         | Lage                                   | Baujahr                           | Beschreibung | Bild                           |
| ------------------- | -------------------------------------- | --------------------------------- | --- | ------------------------------ |
| Quereinhaus         | Hauptstraße 29 Lage                    | 19. Jahrhundert                   | Fachwerk-Quereinhaus, 19. Jahrhundert | BW                             |
| Wirtschaftsgebäude  | Hauptstraße, bei Nr. 30 Lage           | erste Hälfte des 19. Jahrhunderts | eingeschossiger Bruchsteinbau, erste Hälfte des 19. Jahrhunderts                                                                                                | Fotos hochladen                |
| Hofanlage           | Wilhelm-Oertel-Straße 4 Lage           | 1750                              | ehemaliges Pfarrhaus; Hofanlage: Wohnhaus, bezeichnet 1750, Fachwerkscheune/-stall, teilweise massiv, zweite Hälfte des 19. Jahrhunderts; bauliche Gesamtanlage | BW                             |
| Evangelische Kirche | Wilhelm-Oertel-Straße 11 Lage          | 1781/82                           | barocker Saalbau, 1781/82, fürstlich Salmscher Hofbaumeister Johann Thomas Petri; barocke Friedhofsmauer; bauliche Gesamtanlage mit Friedhof                    | weitere Bilder Fotos hochladen |
| Brunnen             | Wilhelm-Oertel-Straße, bei Nr. 11 Lage | Ende des 19. Jahrhunderts         | Brunnenbecken, Gusseisen, Rheinböllener Hütte, Ende des 19. Jahrhunderts                                                                                        | BW                             |
| Horner Burg         | westlich des Ortes Lage                | 10. oder 11. Jahrhundert          | Ringwall, Wehranlage des 10. oder 11. Jahrhunderts | Fotos hochladen                |